# پارفیونوو
پارفیونوو (به لاتین: Parfyonovo) یک منطقهٔ مسکونی در روسیه است که در سرزمین آلتای واقع شده‌است.